# Selaginella macrophylla
Selaginella macrophylla är en mosslummerväxtart som beskrevs av Addison Brown. Selaginella macrophylla ingår i släktet mosslumrar, och familjen mosslummerväxter. Inga underarter finns listade i Catalogue of Life.